# Расулов, Махмуджон Муминович
Махмуджон Муминович Расулов (узб. Mahmudjon Muminovich Rasulov, родился 26 февраля 1950, Ташкент, Узбекская ССР, СССР) — советский и узбекский государственный и политический деятель, первый секретарь Центрального совета Народно-демократической партии Узбекистана (НДПУ) (1991—1994), депутат Верховного Совета Республики Узбекистан (1991—1994).

## Биография
В советский период занимал должности секретаря Наманганского обкома КП Узбекской ССР (1985—1989), инструктора Центрального комитета Коммунистической партии Советского Союза (ЦК КПСС) (1989—1990), второго секретаря Наманганского обкома КП Узбекской ССР (1990—1991). 
В 1990 году избрался депутатом Верховного Совета Узбекской ССР XII последнего созыва, стал депутатом Верховного Совета Республики Узбекистан (1991—1994).
В 1991—1994 годах — первый секретарь Центрального совета НДПУ (лидер партии), фактического преемника Коммунистической партии Узбекистана.
В 1994—1998 годах — ведущий консультант, главный консультант по организационно-кадровой политике аппарата Президента Республики Узбекистан.
В 1998—2005 годах — первый заместитель Председателя Совета Федерации профсоюзов Узбекистана.